# Verrines-sous-Celles
Verrines-sous-Celles est un village, ancienne commune des Deux-Sèvres qui fut une commune associée de Celles-sur-Belle entre 1973 et 2019, année où elle devient une commune déléguée de cette même commune.Mtn elle ne l’ai plus car la mairie appartient à celle sur Belle 

## Histoire
Le 1er janvier 1973, la commune de Verrines, tout comme celle de Montigné, est rattachée à Celles-sur-Belle sous le régime de la fusion-association.
Le 1er janvier 2019, Celles-sur-Belle se regroupe avec Saint-Médard. Verrines devient alors une des quatre communes déléguées tout comme Montigné.

## Politique et administration
| Période                                  | Période | Identité | Étiquette | Qualité |
| ---------------------------------------- | ------- | -------- | --------- | ------- |
|                                          |         |          |           |         |
| Les données manquantes sont à compléter. |         |          |           |         |

## Démographie
| 1793 | 1800  | 1806  | 1821  | 1831  | 1836  | 1841  | 1846  |
| ---- | ----- | ----- | ----- | ----- | ----- | ----- | ----- |
| 907  | 1 057 | 1 057 | 1 065 | 1 133 | 1 150 | 1 110 | 1 232 |

| 1851  | 1856  | 1861  | 1866  | 1872  | 1876  | 1881  | 1886  |
| ----- | ----- | ----- | ----- | ----- | ----- | ----- | ----- |
| 1 236 | 1 227 | 1 223 | 1 232 | 1 244 | 1 277 | 1 314 | 1 305 |

| 1891  | 1896  | 1901  | 1906  | 1911  | 1921 | 1926 | 1931 |
| ----- | ----- | ----- | ----- | ----- | ---- | ---- | ---- |
| 1 328 | 1 308 | 1 291 | 1 164 | 1 139 | 976  | 932  | 950  |

| 1936 | 1946 | 1954 | 1962 | 1968 | - | - | - |
| ---- | ---- | ---- | ---- | ---- | - | - | - |
| 950  | 948  | 914  | 908  | 913  | - | - | - |